# کییوو (استان اوپوله)
کییوو (به لهستانی: Kijów) یک منطقهٔ مسکونی در لهستان است که در گمینا اوتموخوو واقع شده‌است. کییوو ۲۹۰ نفر جمعیت دارد.